# 星際大戰：瑕疵小隊
《星際大戰：瑕疵小隊》是一部美國動畫網路影集，是2008年開播的動畫影集《星際大戰：複製人之戰》的衍生作品。影集由戴夫·費羅尼開創，盧卡斯影業聯合盧卡斯影業動畫製作，珍妮佛·高柏特（Jennifer Corbett）擔當首席編劇，布拉德·勞擔當作畫監督。迪·布萊德利·貝克爾回歸為瑕疵小隊中的複製人士兵配音。
《星際大戰：瑕疵小隊》於2021年5月4日在Disney+首播，第一季共16集，第二季於2023年1月4日首播。2023年4月，Disney+宣佈製作第三季同時是最終季，預定於2024年2月21日首播，並於5月1日全數上架完畢。

## 劇情
經過複製人之戰的第66號密令後，在銀河帝國初期，別稱為「瑕疵小隊」的複製人突擊隊99號小組成為僱佣軍遊歷宇宙，突擊隊中的複製人士兵首次出現於動畫影集《星際大戰：複製人之戰》之中。

## 演員與角色

### 主要角色
- 迪·布萊德利·貝克爾（英语：Dee Bradley Baker） 聲演 瑕疵小隊中的複製人士兵（香港配音：黃文偉）

包括複製人突擊隊99號小組／瑕疵小隊偵察突擊隊成員獵人（Hunter）、破壞者（Wrecker）、技師（Tech）、準星（Crosshair）和回音（Echo）。《星際大戰》開創者喬治·盧卡斯稱動畫嘗試表示每名複製人士兵的獨特性，探索他們各自的特殊能力，同時不會將他們刻畫成超級英雄。
- 獵人是小隊隊長，拥有特化感官和卓越的追踪技能。在第八集結尾，與賞金獵人卡德·班恩對決時戰敗，導致歐米茄被綁架。
- 破壞者是隊伍的块头最大的，是团队中的突击手。非常喜歡炸彈，為人大方開朗，和歐米茄交情甚好。在第七集中因前幾次的戰鬥腦部多次受到重擊，導致腦部的「行為控制晶片」被啟動，暫時與其他成員為敵對狀態，在該集最後去除控制晶片，回到原隊伍並向歐米茄他們道歉。
- 技師是隊伍的智多星，多次以自己的高科技腦袋拯救隊伍，战斗能力也毫不逊色于其他成员。於第二季中为了拯救小队其它成员从高处坠落，个人物品被帝国回收。
- 準星是团队中的精确射手。在第一集結尾被歐米茄警告不要受到控制晶片的影響，但仍然服从帝国的命令與其他成員成为敵對狀態。在第一季末尾揭露了自己并没有被芯片控制而是自主选择了当“一个好士兵”，再次与小队成员分道扬镳。在第二季，准星和其他克隆人士兵面临被淘汰的处境和不公正的对待，开始反抗帝国，向小队其他成员发送警告后被捕。他為人心狠手辣，即便是自己的手下認為命令不妥而不去執行，也會將以射殺。
- 回音原本是精锐ARC部队的成员，半机械人。曾在战斗中被俘，被獨立聯邦改造並加以利用，右手也断掉。隨後被雷克斯、安納金等人所救，之後調任複製人突擊隊99號小組成為其中一員。

此外，貝克爾還為卡特·勞昆、雷克斯上尉、豪澤上尉（Captain Howzer）和格里高爾(Gregor)上尉配音。
- 蜜雪兒·洪（英语：Michelle Ang） 聲演 歐米茄（Omega）（香港配音：麥智鈞）

來自海洋星球卡米諾的女孩，她在卡米諾星球擔當醫療助理，此後加入瑕疵小隊。她是賞金獵人強格·費特唯二的未經改造的複製人之一，另一個為波巴·費特。歐米茄與大批量複製人有所不同，因此她和瑕疵小隊中的複製人士兵存在某種親緣關係。在第八集結尾，歐米茄被賞金獵人卡德·班恩綁架，在第九集另一位賞金獵人芬妮克·尚德的協助下逃脫。在第十集展露出自身的超高戰略能力，贏下多盤異獸全息戰棋，擊敗多名戰略遊戲玩家，為瑕疵小隊還清債務。

### 常設角色
- 鮑勃·伯根（英语：Bob Bergen） 聲演 拉瑪·蘇（英语：Lama Su）：卡米諾星球的首相，在歐米茄逃離卡米諾時，委託賞金獵人卡德·班恩抓捕歐米茄，死活都可，打算以歐米茄創造出更好的複製人。

- 楊時賢 聲演 娜拉·塞（Nala Se）：卡米諾星球的科學家，負責複製人計劃，在歐米茄逃離卡米諾時，委託賞金獵人芬妮克·尚德抓捕歐米茄，但在得知捕捉到歐米茄後要將其實驗並報銷之後，讓芬妮克·尚德的任務由抓捕改為保護歐米茄，不讓他落入另外一位賞金獵人卡德·班恩的手裡。

- 班·迪斯金（英语：Ben Diskin） 聲演 AZI-3：卡米諾星球的醫療機器人。

- 諾希爾·達拉爾（Noshir Dalal） 聲演 蘭帕特副上將（Vice Admiral Rampart）：銀河帝國的軍官。

- 達赫里·哈爾（英语：Dahéli Hall） 聲演 ES-04：銀河帝國的菁英小隊士兵。

- 雷婭·珀爾曼 聲演 西德（Cid）：川多夏人（英语：Trandoshan），為絕地武士以及瑕疵小隊提供情報。

- 利亞姆·奧布萊恩 聲演 博洛（Bolo）：依梭利人，西德店中的常客。

- 山姆·雷格爾（英语：Sam Riegel） 聲演 凱奇（Ketch）：威奎人（英语：Weequay），西德店中的常客。

- 蒂娜·黃（英语：Tina Huang） 聲演 ES-02：銀河帝國的菁英小隊士兵。

- 奈斯·鮑提斯塔（Ness Bautista） 聲演 ES-03：銀河帝國的菁英小隊士兵。

### 客串角色
- 馬修·伍德（英语：Matthew Wood (sound editor)） 聲演 戰鬥機器人（Battle droids）和比布·福圖納（英语：Bib Fortuna）

- 雅琪·潘嘉比 聲演 德帕·比拉巴（Depa Billaba）：絕地大師，死於第66號密令，她是魅使·雲度的學徒，凱萊布·杜姆的師傅。

- 小弗雷迪·普林斯 聲演 凱萊布·杜姆（英语：Caleb Dume）：德帕·比拉巴的學徒，於第66號密令中逃脫，之後改名肯南·賈奴斯，並加入反抗軍。詳細參見《星際大戰：反抗軍起義》。

- 伊恩·麥卡達米（英语：Ian McDiarmid） 聲演 達斯·西迪厄斯（Darth Sidious）：銀河帝國的皇帝，西斯黑暗尊主。影集中該角色的聲音取自相關電影中的音源。

- 湯姆·凱恩（英语：Tom Kane） 聲演 旁白

- 安德魯·基希諾（英语：Andrew Kishino） 聲演 索·葛瑞拉（英语：Saw Gerrera）：反抗軍同盟的自由戰士[9]。

- 史蒂芬·史坦頓（英语：Stephen Stanton） 聲演 塔金上將（Admiral Tarkin）：銀河帝國的高級軍官[7]。

- 妮卡·福特曼（英语：Nika Futterman） 聲演 莎伊阿·勞昆（Shaeeah Lawquane）：卡特和蘇的養女。

- 凱斯·索西（英语：Kath Soucie） 聲演 傑克·勞昆（Jek Lawquane）：卡特和蘇的養子。

- 卡拉·皮夫科（英语：Cara Pifko） 聲演 蘇·勞昆（Suu Lawquane）：卡特的妻子。

- 埃米利奧·加西亞-桑切斯（Emilio Garcia-Sanchez） 聲演 ES-01：銀河帝國的菁英小隊士兵。

- 溫明娜 聲演 芬妮克·尚德（Fennec Shand）：菁英雇傭兵殺手，由娜拉·塞雇傭，企圖抓捕歐米茄[10]。之後其委託人的任務更改，變成保護歐米茄不受另外一個賞金獵人-卡德·班恩的抓捕。該角色首次出現於2019年真人影集《曼達洛人》，由溫明娜飾演[11]。

- 布莉姬·凱莉（Brigitte Kali） 聲演 翠西·馬特茲（Trace Martez）：前走私者，當前為反抗軍同盟的自由戰士，拉法的妹妹。

- 伊莉莎白·羅德里格斯（英语：Elizabeth Rodriguez） 聲演 拉法·馬特茲（Rafa Martez）：前走私者，當前為反抗軍同盟的自由戰士，翠西的姐姐。

- 科瑞·伯頓（英语：Corey Burton） 聲演 卡德·班恩（英语：Cad Bane）：惡名昭彰的賞金獵人，由拉瑪·蘇雇傭抓捕歐米茄，出槍速度極快，實力強悍到能輾壓瑕疵小隊的隊長。

伯頓還為戈比·格利（Gobi Glie）配音，他是希娜·仙杜拉的叔叔，查姆·仙杜拉的下屬。
- 賽斯·葛林 聲演 托多360（Todo 360）：卡德·班恩的服務機器人。

- 蕾娜·歐文（英语：Rena Owen） 聲演 湯·韋（英语：Taun We）：拉瑪·蘇的助手，在要與卡德·班恩交接歐米茄時死於賞金獵人芬妮克·尚德之手。

- 亞歷山大·希迪格 聲演 阿維·辛格（Avi Singh）：曾效忠於分離勢力的拉克薩斯（Raxus）星球參議員。

- 茜安·克利福德（英语：Sian Clifford） 聲演 GS-8：阿維·辛格的守護機器人。

- 雪碧·楊（英语：Shelby Young） 聲演 布拉格上尉（Captain Bragg）：銀河帝國的軍官。

- 凡妮莎·馬歇爾（英语：Vanessa Marshall） 聲演 希娜·仙杜拉（Hera Syndulla）：提列克人（英语：Twi'lek），查姆·仙杜拉的女兒，期望成為飛行員和自由戰士。馬歇爾此前在動畫影集《星際大戰：反抗軍起義》和微影集《星際大戰：宿命原力（英语：Star Wars Forces of Destiny）》中為該角色配音。

- 羅賓·阿特金·唐斯（英语：Robin Atkin Downes） 聲演 查姆·仙杜拉（Cham Syndulla）：提列克人，知名的自由戰士。

- 費里斯·楊（Ferelith Young） 聲演 埃萊妮·仙杜拉（Eleni Syndulla）：查姆·仙杜拉的妻子，希娜的母親。

- 菲爾·拉瑪 聲演 奧恩·弗里·塔（英语：Orn Free Taa）：效忠於銀河帝國的賴洛思（英语：Ryloth）星球參議員。

- 小鐵 聲演 「自己」：希娜的天文機器人。

- 湯姆·泰勒森（Tom Taylorson） 聲演 羅蘭·杜蘭德（Roland Durand）：德瓦隆人（英语：Devaronian），犯罪集團首領。

## 集數

### 總覽
| 季數 | 集数 | 集数 | 上線日期      | 上線日期      |
| 季數 | 集数 | 集数 | 首映          | 季终          |
| ---- | ---- | ---- | ------------- | ------------- |
| 1    | 16   | 16   | 2021年5月4日  | 2021年8月13日 |
| 2    | 16   | 16   | 2023年1月4日  | 2023年3月29日 |
| 3    | 15   | 15   | 2024年2月21日 | 2024年5月1日  |

### 第一季（2021年）
| 總集數 | 集數 | 標題 | 譯名       | 導演                                        | 編劇                       | 上線日期      |
| --- | ---- | ---- | ---------- | ------------------------------------------- | -------------------------- | ------------- |
| 1 | 1    |      | 戰爭餘波   | 斯圖爾特·李＆索爾·魯伊斯＆納撒尼爾·維拉紐瓦 | 珍妮佛·高柏特＆戴夫·費羅尼 | 2021年5月4日  |
| 绝地大师德帕·比拉巴領導複製人指揮官葛雷以及複製人士兵與戰鬥機器人交戰，由於寡不敵眾，他們等待比拉巴的學徒凱萊布·杜姆搬請援軍到來。援軍瑕疵小隊獵人、破壞者、技師、準星和回音趕到消滅機器人大軍。此時，葛雷接到第66號密令，與其他複製人士兵合力殺死比拉巴。凱萊布眼見師父遇難，不再相信複製人，獨自逃跑。獵人和準星前去追蹤凱萊布。準星認為應該執行上級命令，殺死犯有叛國罪的全部絕地武士。獵人則持有自己的看法，他放走了凱萊布，對準星以及其他複製人士兵謊稱凱萊布已經墜崖身亡。瑕疵小隊回到卡米諾星球，結識神秘女孩歐米茄。塔金上將為測試瑕疵小隊的忠誠度，安排他們前去奧德蘭星球執行一項任務。當瑕疵小隊發現他們需要殺死索·葛瑞拉和大量平民時，獵人選擇拒絕執行命令。為營救歐米茄，瑕疵小隊決定返回卡米諾星球，他們隨即與歐米茄被關押在一處。塔金上將對準星進行人體實驗。被改造後的準星開始效忠銀河帝國，與逃出牢籠的瑕疵小隊其他成員展開激戰。在歐米茄的幫助下，眾人駕駛「浩劫掠奪者號」戰鬥穿梭機成功逃脫準星的追殺。獵人表示將率領眾人前去與老朋友會面。 |      |      |            |                                             |                            |               |
| 2 | 2    |      | 緊急逃離   | 斯圖爾特·李                                 | 葛西蘭·桑杜                | 2021年5月7日  |
| 瑕疵小隊和歐米茄來到薩魯卡米星球，與複製人逃兵卡特·勞昆會面。卡特告知獵人，複製人士兵體內安裝有「行為控制晶片」，因此接到第66號密令後，開始殺戮绝地武士。新建立的銀河帝國派遣大批帝國風暴兵陸續來到薩魯卡米，卡特決定與妻子蘇以及養女莎伊阿和養子傑克逃離此處。平民在搭乘大眾交通運輸工具時，需要向風暴兵出示「鍊碼」。卡特如果親自登記來獲取鍊碼，會被當場逮捕。獵人和回音設法竊取五枚鍊碼，在歐米茄的幫助下，將它們轉送給卡特及其家人，他們順利登上飛船。獵人認為歐米茄需要融入家庭，希望她帶著第五枚鍊碼跟著卡特離開。歐米茄在最後時刻下船，決定與瑕疵小隊在一起。眾人在風暴兵的火力攻擊下駕駛穿梭機離開薩魯卡米。 |      |      |            |                                             |                            |               |
| 3 | 3    |      | 後備小隊   | 納撒尼爾·維拉紐瓦                           | 馬特·米奇諾維茨            | 2021年5月14日 |
| 瑕疵小隊在薩魯卡米星球與風暴兵交戰導致飛船受損，他們和歐米茄將飛船迫降至附近的衛星。奧多衛星龍偷走了飛船上的零件。獵人和歐米茄前去尋找零件，技師和其他人修理飛船。獵人被龍攻擊，他的面罩被打掉，獵人陷入昏迷。歐米茄幫他找回面罩。在獵人恢復神智期間，歐米茄獨自繼續跟蹤龍，她進入龍的巢穴拿回零件。在卡米諾星球，塔金上將和蘭帕特副上將任命準星為一隊新招募士兵的首領，將他們派遣至奧德蘭星球。索·葛瑞拉已經從該星球撤退，準星命令士兵殺死逮捕的反抗軍戰士和平民，並殺死一名不願執行命令的新士兵。塔金意識到征召兵的潛力。 |      |      |            |                                             |                            |               |
| 4 | 4    |      | 陷入絕境   | 索爾·魯伊斯                                 | 克里斯蒂安·泰勒            | 2021年5月21日 |
| 瑕疵小隊在前往隱居地愛達弗洛星球（Idaflor）的途中遭遇物資短缺危機，被迫降落至潘托拉星球（Pantora）增添補給。為躲避銀河帝國的通緝，技師在此期間修改飛船的電子標記。回音裝扮成機器人，獵人將他賣給一名商人，換取「銀河信用點」購買物資。航天港的工作人員暗中將他們的行蹤告知雇傭兵芬妮克·尚德。尚德來到潘托拉，綁架歐米茄，企圖用她換取懸賞。獵人緊追其後救下歐米茄，將尚德擊下飛行器。回音帶著其他機器人逃出商店，用它們修復飛船。瑕疵小隊與歐米茄離開潘托拉。尚德來到航天港，仍舊把酬金付給她的線人。她決定繼續追捕歐米茄。 |      |      |            |                                             |                            |               |
| 5 | 5    |      | 橫衝直撞   | 斯圖爾特·李                                 | 塔瑪·拉貝希爾-威爾金森     | 2021年5月28日 |
| 為了查明芬妮克·尚德的真實身份和幕後僱主，瑕疵小隊來到曼特爾兵站，尋找西德打探訊息。西德曾是絕地武士的線人。西德為得到赫特人賈霸的酬金，要求瑕疵小隊從奴隸販子齊格里亞人手中解救穆奇（Muchi），之後才會將關於尚德的訊息告知他們。瑕疵小隊在歐米茄的幫助下，擊退齊格里亞人，得知穆奇是一隻年幼的龍戈獸。他們將穆奇交給西德，赫特人賈霸的得力助手比布·福圖納前來帶走穆奇，並向西德支付酬金。西德把部分酬金送給獵人，並將尚德的真實身份告知獵人，但是她未從賞金獵人公會處打聽到尚德的幕後僱主。西德願意為瑕疵小隊提供更多的懸賞任務。 |      |      |            |                                             |                            |               |
| 6 | 6    |      | 機器墓場   | 納撒尼爾·維拉紐瓦                           | 阿曼達·羅斯·穆尼奧斯       | 2021年6月4日  |
| 瑕疵小隊接受西德提供的任務，前往科瑞利亞星球的退役機器人銷毀站，取回分離勢力的戰術機器人。機器人內藏戰鬥情報。小隊在站內遭遇機器人守衛以及同樣追蹤而來的姐妹拉法·馬特茲和翠西·馬特茲。破壞者在戰鬥中不慎撞到頭盔，開始激發體內的行為控制晶片。技師與馬特茲姐妹對戰術機器人進行重新編程，控制尚未被銷毀的機器人與守衛交戰，瑕疵小隊和馬特茲姐妹趁機逃脫。戰術機器人被守衛摧毀。馬特茲姐妹告訴小隊，她們原計劃將戰術機器人交給與銀河帝國作戰的客戶。獵人把技師複製的數據副本送給馬特茲姐妹。馬特茲姐妹告訴她們的客戶聯繫瑕疵小隊的方法。 |      |      |            |                                             |                            |               |
| 7 | 7    |      | 戰鬥傷痕   | 索爾·魯伊斯                                 | 珍妮佛·高柏特              | 2021年6月11日 |
| 瑕疵小隊未能帶回戰術機器人中的數據，西德稱小隊需要執行更多的任務來償還債務。雷克斯上尉正是馬特茲姐妹的客戶，他來到曼特爾兵站與瑕疵小隊會合。雷克斯得知小隊成員尚未移除體內的行為控制晶片之後，他稱這些晶片就像是「定時炸彈」，隨時可能被激活。為移除晶片，眾人來到卜拉卡（Bracca）星球，這裡當前被廢品處理公會控制。眾人潛入一艘廢棄的絕地巡洋艦，開始使用醫療艙進行移除晶片的手術。此時，破壞者體內的晶片被激活，開始攻擊隊友和歐米茄。雷克斯製伏破壞者，他體內的晶片被成功移除。獵人、技師和回音體內的晶片也被移除。隨後，雷克斯獨立離開小隊。廢品處理公會的成員發現獵人的蹤跡。 |      |      |            |                                             |                            |               |
| 8 | 8    |      | 弟兄重聚   | 斯圖爾特·李                                 | 克里斯蒂安·泰勒            | 2021年6月18日 |
| 廢品處理公會將獵人的蹤跡告知銀河帝國，蘭帕特副上將派遣準星前去剿滅瑕疵小隊。拉瑪·蘇首相為確保將歐米茄帶回卡米諾，暗中僱傭賞金獵人尋找她的下落。準星迫使瑕疵小隊離開飛船，他們嘗試駕駛絕地巡洋艦中的離子推力器逃離追捕。準星將瑕疵小隊困在艦內，他們使用軍械庫中炸藥成功逃脫。準星被發動機噴射出的離子擊傷。獵人和歐米茄遭遇賞金獵人卡德·班恩。班恩擊暈獵人，帶走歐米茄。瑕疵小隊的其餘成員救下獵人，帶他一起離開卜拉卡星球。小隊計劃尋找被綁架的歐米茄。 |      |      |            |                                             |                            |               |
| 9 | 9    |      | 丟失賞金   | 布拉德·勞和納撒尼爾·維拉紐瓦                | 馬特·米奇諾維茨            | 2021年6月25日 |
| 瑕疵小隊甩掉準星的追擊，嘗試尋找歐米茄的下落。技師發現歐米茄是賞金獵人強格·費特唯二的未經改造的複製人之一，另一個為波巴·費特，因此歐米茄成為生產更多複製人的必要原材料來源。卡德·班恩帶著歐米茄來到卡米諾的一處廢舊工廠，等待與僱主完成交接。被關押起來的歐米茄欺騙班恩的服務機器人托多360，成功逃脫牢籠。拉瑪·蘇首相派遣來的助手湯·韋前來聯絡班恩。她同時命令娜拉·塞，計劃從歐米茄的體內提取基因樣本，然後消滅歐米茄。由於擔心歐米茄的安危，娜拉·塞再次派出賞金獵人芬妮克·尚德營救歐米茄。尚德殺死前來接頭的湯·韋。歐米茄趁著尚德與班恩混戰之際，發出求救信號，聯絡到瑕疵小隊。瑕疵小隊成功營救出歐米茄。 |      |      |            |                                             |                            |               |
| 10 | 10   |      | 共同之處   | 索爾·魯伊斯                                 | 葛西蘭·桑杜                | 2021年7月2日  |
| 拉克薩斯（Raxus）星球在此前的複製人戰爭期間是獨立星系聯邦的支持者，曾信奉分離主義。銀河帝國企圖在拉克薩斯星球推行新的宵禁法，要求當地的參議員阿維·辛格將此法律公示於民眾。辛格在公共場合出聲反對帝國的統治。帝國的軍官布拉格上尉命令下屬將辛格逮捕。辛格的守護機器人GS-8向西德發出求救訊息，西德派出瑕疵小隊前往營救。瑕疵小隊雖然不願意幫助分離勢力，但是為了清償債務，最終接受了任務。由於歐米茄已經被多名賞金獵人盯上，獵人決定將歐米茄留在西德的店中。在GS-8的幫助下，瑕疵小隊成功將阿維·辛格營救出來。擅長策略的歐米茄幫助西德贏下多盤異獸全息戰棋，清償了瑕疵小隊欠下的債務。 |      |      |            |                                             |                            |               |
| 11 | 11   |      | 惡魔契約   | 斯圖爾特·李                                 | 塔瑪·拉貝希爾-威爾金森     | 2021年7月9日  |
| 奧恩·弗里·塔參議員向民眾宣布在賴洛思星球為銀河帝國建立新的精煉廠，並鼓勵賴洛思星球上的提列克人與帝國合作，上交武器。抵抗運動的首領查姆·仙杜拉並不十分讚成奧恩·弗里·塔的做法。戈比·格利帶著姪女希娜·仙杜拉與瑕疵小隊接頭，取回新武器。希娜在此過程中結識歐米茄。他們的行蹤被準星和帝國官員發現。格利返回賴洛思後，被帝國以叛國罪名逮捕。查姆和妻子埃萊妮帶領自由戰士襲擊帝國車隊，嘗試營救格利。準星射殺奧恩·弗里·塔，栽贓給查姆。查姆、埃萊妮和格利被帝國逮捕，希娜趁亂逃脫。 |      |      |            |                                             |                            |               |
| 12 | 12   |      | 賴洛思營救 | 納撒尼爾·維拉紐瓦                           | 珍妮佛·高柏特              | 2021年7月16日 |
| 希娜聯繫到歐米茄，向瑕疵小隊求援，請求他們回到賴洛思星球營救自己的父母。獵人起初表示不值得去冒險執行這項任務，歐米茄說服他與希娜會面。歐米茄想出營救方案，她與希娜、技師和破壞者佯攻精煉廠，調走帝國風暴兵，獵人和回音趁機救出希娜的父母查姆和埃萊妮以及其他的自由戰士。準星發現了瑕疵小隊的蹤跡，設下陷阱準備抓捕他們。內心仍效忠於查姆的豪澤上尉向獵人等眾人指明另一條逃跑路徑。獵人等眾人駕駛飛船逃離賴洛思星球。豪澤上尉和效忠於豪澤的士兵被帝國逮捕。蘭帕特副上將意識到自己低估了瑕疵小隊的能力，批准準星追捕他們。 |      |      |            |                                             |                            |               |
| 13 | 13   |      | 群敵環伺   | 索爾·魯伊斯                                 | 阿曼達·羅斯·穆尼奧斯       | 2021年7月23日 |
| 西德被犯罪集團首領羅蘭·杜蘭德（Roland Durand）趕出店鋪。瑕疵小隊返回曼特爾兵站，在歐米茄的支持下，他們同意幫助西德奪回店鋪。西德計劃從羅蘭手中偷走一批香料，這些香料原是羅蘭給予走私犯罪組織派克辛迪加（Pyke Syndicate）的酬勞。瑕疵小隊和西德通過地下隧道秘密進入店鋪，拿到香料。返回途中他們遭遇羅蘭手下士兵的追擊，雙方展開激戰。戰鬥聲驚動了穴居在此處的多隻大型類昆蟲飛行生物厄林斯（Irlings），它們開始發起攻擊。瑕疵小隊和西德撤出隧道，香料被厄林斯帶走。派克人將歐米茄扣押為人質，瑕疵小隊幫助派克人取回香料。派克人放走羅蘭，並將店鋪還給西德。 |      |      |            |                                             |                            |               |
| 14 | 14   |      | 戰爭職責   | 斯圖爾特·李                                 | 達馬尼·強森                | 2021年7月30日 |
| 瑕疵小隊接到雷克斯上尉的任務，前去達羅（Daro）星球營救複製人突擊隊的格里高爾上尉。獵人、技師和回音跟蹤格里高爾被捕前發出的求救信號，發現隱藏在森林之中的銀河帝國秘密基地。帝國正在此處訓練徵募的士兵，計劃取代複製人軍隊。獵人、技師和回音潛入基地救出格里高爾，破壞者和歐米茄留在飛船上作為後援。在卡米諾星球，銀河帝國停止製造複製人軍隊。拉瑪·蘇和娜拉·塞暗中籌劃逃離卡米諾，被蘭帕特副上將抓獲。獵人等眾人逃離基地時觸發警報，大批帝國風暴兵前來圍堵他們。獵人跌入森林，被帝國風暴兵包圍，他在被逮捕之前要求其餘眾人乘坐飛船離開達羅。 |      |      |            |                                             |                            |               |
| 15 | 15   |      | 重返卡米諾 | 納撒尼爾·維拉紐瓦                           | 馬特·米奇諾維茨            | 2021年8月6日  |
| 獵人被準星帶至卡米諾星球的提波卡城（Tipoca City）。銀河帝國已將大多數關鍵人員調出卡米諾，並清除剩餘人員。準星設下陷阱，激活獵人的通訊設備，引誘其他的瑕疵小隊成員前來營救獵人。歐米茄找到隱藏在海底的秘密通道，進入娜拉·塞的實驗室。歐米茄稱包括自己和瑕疵小隊在內的複製人均是在此實驗室內製造。眾人發現躲藏在此處的機器人AZI-3。破壞者、技師和回音進入訓練室，與獵人和準星會面。獵人試圖說服準星重新加入小隊，稱他現在的行為受到體內植入的「行為控制晶片」影響。準星表示自己早已移除晶片，效忠銀河帝國是出自本心。獵人擊暈準星，準備帶著他一起逃離卡米諾。此時，塔金上將命令屬下集中火力摧毀提波卡城，瑕疵小隊的眾人被困於城中。 |      |      |            |                                             |                            |               |
| 16 | 16   |      | 卡米諾隕落 | 索爾·魯伊斯                                 | 珍妮佛·高柏特              | 2021年8月13日 |
| 提波卡城被徹底摧毀，沉入海底。塔金上將率領部隊離開卡米諾。瑕疵小隊的眾人在城市完全沉沒之前開始逃離。歐米茄和機器人AZI-3從淹水的房間中救出準星。瑕疵小隊前往海底的秘密通道，發現這條通道已經被損壞。AZI-3建議眾人乘坐實驗室內的膠囊艙浮出水面。AZI-3在上升過程中電力耗盡，墜入海底。歐米茄離開膠囊艙，冒著溺水的危險解救AZI-3。準星在水面上的船中使用繩索將歐米茄和AZI-3打撈上船。得救之後，準星再次選擇與瑕疵小隊的其他成員分道揚鑣。與此同時，銀河帝國將娜拉·塞帶至一處實驗基地。 |      |      |            |                                             |                            |               |

### 第二季（2023年）
| 總集數 | 集數 | 標題                   | 譯名       | 導演                         | 編劇                           | 上線日期      |
| --- | ---- | ---------------------- | ---------- | ---------------------------- | ------------------------------ | ------------- |
| 17 | 1    | Spoils of War          | 戰利品     | 斯图尔特·李                  | 珍妮弗·科尔韦特                | 2023年1月4日  |
| 西德在收到她的朋友菲·基諾亞的情報後，指派了特種小隊去薩利諾星（Serenno）去偷取已故杜庫伯爵遺下的戰爭遺產，以賺取小隊的資金。縱然小隊對此有所存疑，但獵人最後決定參與，小隊到達薩利諾星，發現帝國已經開始搬運財產往他方。小隊在嘗試確保其中一副財產的貨櫃時，行蹤被帝國軍發現，雙方駁火期間，歐米茄、技師和回音被困在準備升空的貨櫃內。三人尋找逃生方向時，他們嘗試利用貨櫃的再進入推進器作安全着陸。與此同時，獵人和破壞者嘗試以炸彈甩開敵人，到達鄰近村落。 |      |                        |            |                              |                                |               |
| 18 | 2    | Ruins of War           | 戰爭廢墟   | 纳撒尼尔·维拉纽瓦            | 吉娜·卢西塔·蒙雷亚尔           | 2023年1月4日  |
| 貨櫃有驚無險地返回薩利諾土地，在歐米茄、技師和回音三人尋找回去掠奪者號的路上遇上了隱居深山中的當地生還者羅馬·亞特爾，在雙方交談過程中，歐米茄三人開始意識到自由生活的重要性。在技師等人不為意之間，歐米茄偷偷出去企圖找方法取回戰爭遺產；技師和回音在尋找歐米茄時，遇上帝國軍搜索隊，繼而發生衝突，三人幸得羅馬的相助下成功逃出。同時，獵人和破壞者成功殺出重圍與隊員會合離開薩利諾星。蘭帕特副上將得知特種小隊從卡米諾生還後，因害怕殲滅對方失敗被高層懲罰，決定對塔金上將隱瞞此事。 |      |                        |            |                              |                                |               |
| 19 | 3    | The Solitary Clone     | 孤獨複製人 | Saul Ruiz                    | Amanda Rose Muñoz              | 2023年1月11日 |
| 在帝國軍營，準星被指派到哥迪指揮官（Cody）的小隊，前往前分離主義星球迪薛克星（Desix）拯救被當地扣留作人質的葛魯頓總督（Grotton）。在攻入成功後，準星等人遇上了當地統治者塔尼·艾姆斯總督（Tawni Ames），對方提出了將迪薛克星排除於帝國統轄範圍以外的要求，並指出戰爭時期共和國拒絕迪薛克星要求與分離主義者建立和平作停戰，繼而對之失望。哥迪指揮官嘗試以和平方式游說對方合作，但準星盲目服從葛魯頓的指令將塔尼處決，令迪薛克星被最終強制納入帝國統治。回到科洛桑星基地，哥迪對帝國的所作所為開始產生了質疑和混亂，最後決定逃離軍隊，自我流放。                                                                 |      |                        |            |                              |                                |               |
| 20 | 4    | Faster                 | 加速前進   | 斯图尔特·李                  | 马特·米克诺维茨                | 2023年1月18日 |
| 21 | 5    | Entombed               | 塵封古物   | 纳撒尼尔·维拉纽瓦            | 克里斯托弗·李·约斯特           | 2023年1月25日 |
| 22 | 6    | Tribe                  | 部族       | 斯图尔特·李                  | 马特·米克诺维茨                | 2023年2月1日  |
| 23 | 7    | The Clone Conspiracy   | 複製人陰謀 | 纳撒尼尔·维拉纽瓦            | Ezra Nachman                   | 2023年2月8日  |
| 在帝國眾議院，蘭柏特上將迫切地要求通過帝國軍向民眾的徵兵令法案，這意味着複製人士兵將被迫退役。一心捍衛複製人士兵權益的參議員萊奧崔慈，被名叫史立的士兵聯絡，透露其同僚凱德因企圖揭發卡米諾星被摧毀的真相，而被蘭柏特上將指使殺害。崔慈開始向蘭柏特調查，但被對方派出刺客暗殺崔慈和史立。史立最終被殺害，而崔慈卻被史立要求救援而來的雷克斯及時救下。雷克斯和崔慈準備審問該刺客，揭發其同為複製人後，卻被對方啟動自殺機制而死亡。 |      |                        |            |                              |                                |               |
| 24 | 8    | Truth and Consequences | 真相與後果 | 斯图尔特·李                  | Damani Johnson                 | 2023年2月8日  |
| 刺客死後，雷克斯隨即聯絡及要求特種小隊加入行動保護崔慈，去揭發蘭柏特上將隱藏的真相。為了取得證據，雷克斯要求小隊共同前往正在維修中的蘭柏特的驅逐艦上，史立預先弄好的行動記錄數據複本。而歐米茄則與崔慈共同行動，爭取更多參議員盟友的支持。小隊有驚無險下成功奪得證據交予崔慈，並在翌日眾議院上揭發蘭柏特的暴行，蘭柏特因而被逮捕。此時皇帝白卜庭到場，卻利用了蘭柏特這份籌碼，令徵兵令法案得以被強行通過。事情塵埃落定後，回音決定留在崔慈的團隊，與小隊暫別，希望與崔慈和雷克斯等人為複製人爭取應有的權利和未來。                                                                                            |      |                        |            |                              |                                |               |
| 25 | 9    | The Crossing           | 關口       | 纳撒尼尔·维拉纽瓦            | Brooke Roberts                 | 2023年2月15日 |
| 西德指派特種小隊去她最近購入的礦場，去提取依西林金屬（Ipsium），但在開採期間，掠奪者號卻被人偷去。眾人被迫步行到就近的太空港口期間，被困在另一個礦場，並失去了剛開採的依西林。被困期間，歐米茄偶然發現了隱藏的依西林蘊藏地，但在開採時，她和技師失足墮入地下水池與眾人分開，歐米茄因此向技師坦露無法適應突如其來人生轉變的困難。不久眾人會歐米茄一行成功會合，並成功尋到出口步至早已被荒廢的港口。小隊成功與西德取得聯絡，卻被告知要等候數天，才有營救船隻到場。 |      |                        |            |                              |                                |               |
| 26 | 10   | Retrieval              | 失而復得   | 斯圖爾特·李                  | Moisés Zamora                  | 2023年2月22日 |
| 掠奪者號被當地一名礦工青年班尼·巴洛偷取，並將之給予其僱主莫高，企圖賺取酬金。在港口，歐米茄提出以追蹤機械人訊號方法，成功尋得掠奪者號的位置。特種小隊到達了訊號的位置，潛入莫高的開採礦場，兼逮住班尼並要脅其帶到飛船停泊地。班尼一心要獎金而快將背叛小隊之際，卻被莫高搶先一步捉拿眾人。歐米茄此時發現莫高一直欺騙礦工們，以過低的工資一直壓搾剝削眾人。得知真相的礦工們於是群起反抗莫高，莫高走投無路下失足墮斃，礦工們因而得以取回應有的報酬。特種小隊亦因此得以取回及修好掠奪者號，與眾人道別後離去。 |      |                        |            |                              |                                |               |
| 27 | 11   | Metamorphosis          | 異變       | 索爾·魯伊斯                  | Sabir Pirzada                  | 2023年3月1日  |
| 萊斯·夏洛博士前往位於坦帝斯山脈的帝國研究基地與娜拉·塞會面，並游說對方加入帝國的複製人研究計劃，但被娜拉·塞一口拒絕。另一邊廂，一艘秘密運送到坦帝斯山脈基地的貨運飛船失事墜落，西德指派特種小隊去起回貨船的貨物。小隊到場視察時，發現該「貨物」原來是一匹未成熟但極具侵略性的斯洛怪獸，由帝國秘密以卡米諾複製技術而成的生物武器。怪物隨後跑到城內引起混亂，但到場的帝國軍突擊隊將怪物制服扣押，並扣留了城內眾多的目擊者，使得特種小隊被迫撤退。不久，拉瑪·蘇亦被帝國軍帶到研究基地，並一同游說娜拉·塞合作。拉瑪·蘇亦向夏洛透露歐米茄的存在，以企圖換取釋放。                                                  |      |                        |            |                              |                                |               |
| 28 | 12   | The Outpost            | 前哨站     | 納撒尼爾·維拉紐瓦、布拉德·勞 | 珍妮佛·高柏特                  | 2023年3月8日  |
| 29 | 13   | Pabu                   | 帕布       | 斯圖爾特·李                  | Amanda Rose Muñoz              | 2023年3月15日 |
| 30 | 14   | Tipping Point          | 臨界點     | 索爾·魯伊斯                  | 珍妮佛·高柏特、馬特·米克諾維茨 | 2023年3月22日 |
| 隨住越來越多複製人士兵對帝國政權產生質疑，帝國帝拘禁了包括豪澤在內很多複製人士兵移送至秘密實驗基地，但在押送途中遇上了以回音和葛格為首的劫獄營救小隊攔截，複製人士兵得以被救回到科洛桑星的隱藏庇護基地，並告訴了崔茲參議員帝國處置複製人的意圖。回音攜帶在劫獄期間複製押送船的加密數據，回歸到身處柏布星的特種小隊會合。在帝國坦帝斯山脈的秘密基地上，被拘留的準星被萊斯·夏洛博士迫供特種小隊（特別是歐米茄）的藏身之處，但準星成功看準時機，在被再次抓獲及折磨前，向特種小隊秘密傳送求救及警報訊號。特種小隊收到了準星的訊息，以及破譯了回音收回的加密數據資料後，最終得知了帝國的「高級科學研究部」的存在。 |      |                        |            |                              |                                |               |
| 31 | 15   | The Summit             | 高峰會     | 納撒尼爾·維拉紐瓦            | 馬特·米克諾維茨                | 2023年3月29日 |
| 為了找出研究部的活動和企圖，特種小隊前往在艾利亞杜星（Eriadu）舉行的帝國高峰會議，以追蹤萊斯·夏洛博士的行蹤。會議期間，多人關注到帝國正在建立統治網絡以圖稱霸整個銀河，以及研究部秘密研究卡米諾人的複製人技術，企圖用以在計劃中。特種小隊在潛入會議大樓期間，發現了變成極端反抗份子的索·葛瑞拉隊伍在大樓其中，他們企圖藉此會議刺殺聚首一堂的帝國高層。小隊和葛瑞拉一行人最後引起了帝國軍注意而逃走，但葛瑞拉引爆炸藥，破壞了連接大樓的運輸纜車線路，令特種小隊被困其中。 |      |                        |            |                              |                                |               |
| 32 | 16   | Plan 99                | 行動 99    | 斯圖爾特·李                  | 珍妮佛·高柏特                  | 2023年3月29日 |
| 技師雖然及時重新啟動了運輸纜車的電源，但他最終無法及時逃生而身亡，而纜車失控亦令倖存的特種小隊受傷，迫不得已撤回到曼特爾星的根據地進行治療。在悼念戰友身亡期間，西德最終為了自身安危利益而將小隊出賣。到場的夏洛博士拘捕了獵人和破壞者，迫使歐米茄現身企圖營救戰友但失敗告終。回音和AZI及時救回了獵人和破壞者，而歐米茄則被夏洛擄至坦帝斯山脈的研究部基地，而重遇準星和娜拉·塞。此時，研究部的科學家艾米莉·卡爾現身於歐米茄面前，並對之告訴了她們同是複製人姊妹關係的事實。 |      |                        |            |                              |                                |               |

### 第三季（2024年）
| 總集數 | 集數 | 標題                    | 譯名           | 導演                            | 編劇                           | 上線日期      |
| --- | ---- | ----------------------- | -------------- | ------------------------------- | ------------------------------ | ------------- |
| 33 | 1    | Confined                | 禁閉           | 索爾·魯伊斯                     | 珍妮佛·高柏特                  | 2024年2月21日 |
| 自歐米茄被研究部擄獲後，她被強制成為了其中一員對複製人進行實驗。當中的工作包括與卡爾一同抽取複製人血液樣本。但當卡爾亦對歐米茄抽取樣本時，歐米茄對此實驗產生了懷疑，而拉瑪·蘇亦秘密地將歐米茄的樣本銷毀。歐米茄亦借工作之便避過了守衛的監察，成功在牢房區與準星對話，但失去鬥志的準星對歐米茄的脫獄計劃大潑冷水。 |      |                         |                |                                 |                                |               |
| 34 | 2    | Paths Unknown           | 未知之數       | 納撒尼爾·維拉紐瓦               | 馬特·米奇諾維茨                | 2024年2月21日 |
| 另一邊廂，獵人與破壞者於杜蘭德家族交易中獲得情報後，啟程前往一個未知星球，偵查夏洛曾擔任主管的一座已被棄置的帝國研究所。獵人兩人在當地遇上莫斯、捷克和史特克三人少年複製兵，他們曾經成為夏洛捕捉為俘虜，在研究所被帝國摧毀前一刻及時逃脫。捷克願意協助獵人兩人前往研究所收復數據，期間一直要避開樹藤型生物的襲擊。與此同時莫斯和史特克找到了獵人的飛船掠奪者號，曾閃過一走了之的念頭。在研究所中，捷克收復數據期間，三人被生物攻擊，該生物後來被發現為一座大怪物，為當時帝國研究失敗的生物兵器產物。此時，莫斯和史特克駕駛掠奪者號，及時將獵人三人救起，並將生物兵器炸死。成功逃脫後，獵人向少年複製兵三人承諾送到柏布星安置。 |      |                         |                |                                 |                                |               |
| 35 | 3    | Shadows of Tantiss      | 坦帝斯山的秘密 | 斯圖爾特·李                     | 馬特·米奇諾維茨                | 2024年2月21日 |
| 坦帝斯山研究所正迎接白卜庭大帝的駕臨，拉瑪·蘇於是着歐米茄立即逃出研究所。當卡爾對歐米茄抽取血液樣本後，拉瑪·蘇終於向歐米茄透露其樣本將是實驗的關鍵，着歐米茄拿走她的數據板和必須盡快將樣本銷毀，否則會有生命危險。白卜庭到達研究所後，從夏洛得悉Necromancer計劃。歐米茄無法將樣本銷毀，但成功將準星救出。歐米茄兩人得知所有飛船被禁飛後，靈機一動以獵獸艙門通道逃出。卡爾到場企圖將兩人截停，但被準星制服，卻觸發了警報系統。歐米茄兩人成功將趕到的捕獲小隊制服後騎劫了其飛船，脫離時一度被追擊。夏洛指令準備將飛船擊落，但卡爾報告歐米茄樣本的情況，不得不停止追擊，令歐米茄兩人成功逃脫。 |      |                         |                |                                 |                                |               |
| 36 | 4    | A Different Approach    | 改變策略       | 索爾·魯伊斯                     | 埃茲拉·納赫曼                  | 2024年2月28日 |
| 由於太空梭受損，歐米茄和十字線迫降在勞星球。在附近的一個太空港，十字準線想要使用武力劫持一艘太空船，但歐米茄堅持要賄賂一名職員來獲取他們所需的資金。當歐米茄利用她的賭博技巧來獲取金錢時，巴徹被帝國軍隊帶走。歐米茄追趕她，十字星不情願地跟在後面。當他們被帝國逼入絕境時，歐米茄同意讓十字準星使用他的技能以他的方式解決問題；他們擊敗了軍隊，釋放了巴徹，並乘坐一艘被盜的貨輪逃跑了。兩人與獵人和破壞者會合，他們很高興看到歐米茄，但看到十字準星卻不太高興。 |      |                         |                |                                 |                                |               |
| 37 | 5    | The Return              | 回歸           | 內特·維拉紐瓦                   | 阿曼達·羅斯·穆尼奧斯           | 2024年3月6日  |
| Echo返回帕布，壞批次討論在坦蒂斯進行的實驗。歐米茄有一個來自該設施的數據板，可以給他們一些答案，十字線建議他們使用巴頓四號前哨站的帝國計算機終端訪問它。發現基地被遺棄後，他們將其防禦週邊的電力轉移，以便連接到數據板。這使得大型生物能夠攻擊基地。十字準線和獵人分散該生物的注意力，而其他人則重新打開防禦範圍。壞批次帶著從數據板和十字線中恢復的訊息離開地球，再次贏得了隊友的信任。 |      |                         |                |                                 |                                |               |
| 38 | 6    | Infiltration            | 滲透行動       | 管家李                          | 布拉德·勞                      | 2024年3月13日 |
| 在雷克斯和他的盜賊克隆人同伴的保護下，前參議員辛格與參議員丘奇會面，討論他們反對帝國的努力。他們遭到克隆人刺客 CX-1 的攻擊，並被雷克斯抓獲。 CX-1 攜帶的目標寄存器包括 Omega，因此雷克斯將壞批次召喚到他在泰斯的基地。歐米茄和十字星揭示了他們對 ASD 實驗和克隆 X 刺客計劃的了解，該計劃剝奪了克隆人的身份，使他們成為完美的刺客。另一位刺客 CX-2 被派去殺死被俘虜的 CX-1，他也這麼做了。隨後，CX-2 看到了歐米茄並呼叫由克隆人指揮官沃爾夫率領的增援部隊。 |      |                         |                |                                 |                                |               |
| 39 | 7    | Extraction              | 撤離           | 索爾·魯伊斯                     | 詹妮弗·科貝特和馬特·米奇諾維茨 | 2024年3月13日 |
| 壞批次、雷克斯和一些倖存的克隆人試圖逃離基地，但遭到沃爾夫的手下和 CX-2 的追擊。 CX-2 擊落了逃亡者的逃亡太空梭，這讓沃爾夫感到沮喪，因為需要歐米茄活著。逃亡者開始艱難跋涉前往撤離點，他們計劃在那裡與艾科和格雷戈爾會面。 CX-2 追擊他們並與十字準星戰鬥，然後從瀑布跌落，隨後他從瀑布中生還。在撤離點，沃爾夫驚訝地發現他的老朋友雷克斯還活著。雷克斯告訴沃爾夫帝國對克隆人做了什麼，沃爾夫讓他們離開。雷克斯告訴亨特，他們需要找出為什麼歐米茄對帝國如此重要。 |      |                         |                |                                 |                                |               |
| 40 | 8    | Bad Territory           | 險境           | 內特·維拉紐瓦                   | 馬特·米奇諾維茨                | 2024年3月20日 |
| 壞批次要求菲調查帝國的 M 計數實驗，她報告說，賞金獵人已被雇用來尋找 M 計數較高的對象。亨特和破壞者相信尚德可能知道更多這件事，於是去找她。歐米茄和十字星留在帕布，歐米茄試圖幫助十字星克服影響他狙擊技能的心理障礙。尚德主動提出，如果亨特和破壞者能幫助她捕捉當前的目標塞拉·薩里斯，他們就會向他們提供資訊。尚德表示，在他們抓獲薩里斯後，她將聯繫相關資訊。然後，她秘密地向另一方通報了不良批次和他們的問題。 |      |                         |                |                                 |                                |               |
| 41 | 9    | The Harbinger           | 通報者         | 管家·李                         | 詹妮弗·科貝特                  | 2024年3月27日 |
| Shand 的聯絡人 Asajj Ventress 來到帕布。她告訴壞批次，M 計數代表了一個人與原力的天生聯繫，並開始使用絕地技術測試歐米茄的能力。當壞一批意識到文崔斯是克隆人戰爭期間的分離主義刺客時，他們感到擔憂，但歐米茄信任她。在海上的最後測試中，文崔斯無意中召喚了一隻攻擊他們的海怪。她安撫了這個生物並拯救了歐米茄，贏得了壞批次的信任。文崔斯告訴歐米茄她的 M 數字很低，但後來向其他人表明她在這件事上撒了謊。她還警告他們，他們在帕布可能不安全。 |      |                         |                |                                 |                                |               |
| 42 | 10   | Identity Crisis         | 身份危機       | 索爾·魯伊斯                     | 阿曼達·羅斯·穆尼奧斯           | 2024年4月3日  |
| 赫姆洛克囚禁了娜拉·瑟，認為她幫助歐米茄和十字準線逃脫，並不情願地晉升埃梅里為死靈法師計劃的新首席科學家。埃默里得知，接受測試的對像是 M 計數較高的兒童，這些兒童是由貝恩等賞金獵人送到坦蒂斯的。當她目睹孩子們受到冷酷和限制性的對待時，她慢慢對帝國不再抱持幻想。塔金威脅說，如果 ASD 不能取得預期的結果，他將取消赫姆洛克的資助。 CX-2 向 Hemlock 報告說，在透過折磨 Cid 得知 Omega 與 Phee 的聯繫後，他即將找到 Omega。 |      |                         |                |                                 |                                |               |
| 43 | 11   | Point of No Return      | 不歸路         | 內特·維拉紐瓦                   | 阿曼達·羅斯·穆尼奧斯           | 2024年4月3日  |
| CX-2 偷偷登上 Phee 的船，並從導航電腦中檢索 Pabu 的位置。由於擔心留在帕布的風險，壞批次準備在 CX-2 抵達並確認其存在時離開星球。他摧毀了掠奪者號，重傷了拖吊車，並呼叫增援。由於逃生途徑被切斷，壞批次的其餘成員躲避了追捕者，而亨特則試圖偷走一架帝國武裝直升機。他被 CX-2 擊落。歐米茄決定投降，以饒恕帕布的人民，並希望壞蛋能跟著她前往坦蒂斯。然而，隨著 CX-2 與 Omega 一起離開，Crosshair 植入追蹤器的嘗試失敗了。 |      |                         |                |                                 |                                |               |
| 44 | 12   | Juggernaut              | 重型戰車       | 管家·李                         | 埃茲拉·納赫曼                  | 2024年4月10日 |
| CX-2 將歐米茄送回坦蒂斯，埃默里測試了她的血液並確認這就是他們所需要的。鐵杉帶著歐米茄與其他年輕的死靈法師計畫測試對像一起舉行。帝國軍隊離開帕布後，克羅斯建議亨特和破壞者從壁壘處獲取坦蒂斯的位置，而坦蒂斯被囚禁在埃里伯斯的帝國勞改營中。在菲的幫助下，他們潛入埃里伯斯，劫持一輛監獄轉運車，並與壁壘一起逃脫。在菲的船上，拉姆帕特解釋說，沒有人知道坦蒂斯的真正座標，但他願意幫助他們找到設施，以換取不被送回勞改營的條件。 |      |                         |                |                                 |                                |               |
| 45 | 13   | Into the Breach         | 突破極限       | 索爾·魯伊斯                     | 布拉德·勞                      | 2024年4月17日 |
| 歐米茄認識了她的死靈法師計畫測試對象同伴：伊娃、賈克斯、薩米和拜恩。她告訴他們，她以前曾逃離過坦蒂斯，並計劃利用牢房牆後的通道再次逃脫。壞批次和障礙與迴聲和一架被盜的帝國太空梭會合，他們用它滲透到科洛桑的一個帝國中繼站，尋找坦蒂斯的座標。由於無法從太空站的資料庫中提取信息，Echo 決定偷偷登上開往坦蒂斯的科學太空梭並禁用其接近感測器。這使得其他人可以在被盜的太空梭進入超空間時停靠在飛船上。 |      |                         |                |                                 |                                |               |
| 46 | 14   | Flash Strike            | 突撃           | 內特·維拉紐瓦                   | 馬特·米奇諾維茨                | 2024年4月24日 |
| 赫姆洛克接到警報「壞批次」已滲透到中繼站，並派出戰鬥機攔截即將到來的船隻。獵人、破壞者、十字線和壁壘被迫在坦蒂斯山附近墜毀，並繼續步行，並遭到衝鋒隊巡邏隊的追捕。基地處於高度戒備狀態，歐米茄利用分散注意力的機會偵察她計劃的逃生路線，並在地下圍欄中發現了齊洛野獸。在叢林中，障礙意外喚醒了攻擊他們的大型生物，與其他生物分開並被捕獲。艾科潛入基地並遇到了埃默里，後者告訴他其他孩子被關在歐米茄身邊。 |      |                         |                |                                 |                                |               |
| 47 | 15   | The Cavalry Has Arrived | 大軍殺到       | 管家·李，索爾·魯伊斯和布拉德·勞 | 詹妮弗·科貝特                  | 2024年5月1日  |
| 孩子們逃脫並釋放了在設施中橫衝直撞的齊洛野獸，然後找到了艾科和埃梅里。 Hunter、Wrecker 和 Crosshair 潛入基地，但被 Hemlock 的 CX 特工抓獲。艾科和歐米茄釋放了娜拉·塞、拉姆帕特和其他克隆人囚犯，而埃梅里則將其他孩子帶到了安全地帶。娜拉瑟前去銷毀該設施的數據，以保護歐米茄並阻止帝國使用她的研究成果，但壁壘殺死了她，併計劃利用該研究成果對帝國施加影響。娜拉瑟臨終前用手榴彈摧毀了數據並殺死了拉姆帕特。鐵杉試圖將獵人、破壞者和十字準星轉變為特工，但艾科、歐米茄和其他克隆人釋放了他們並擊敗了現有的特工。鐵杉劫持了歐米茄作為人質，但她幫助亨特和十字準星殺死了他。他們都逃到了帕布。塔金關閉了坦蒂斯並將其資金轉移到星塵計劃。埃默里決定與迴聲一起幫助其他克隆人，而歐米茄和壞批次則留在帕布。多年後，成年歐米茄離開並加入了反抗帝國的叛亂。 |      |                         |                |                                 |                                |               |

## 製作

### 背景
2016年9月，動畫影集《星際大戰：複製人之戰》和《星際大戰：反抗軍起義》的執行製作人戴夫·費羅尼宣佈不再擔當後者的節目統籌，轉而為盧卡斯影業籌劃新的動畫影集。2018年7月，費羅尼宣佈《星際大戰：複製人之戰》最終季將於2020年在Disney+首播。在該季中引入一支被稱為「瑕疵小隊」複製人軍團，該故事直接出自《星際大戰》的開創者喬治·盧卡斯構想。

### 開發
2020年7月，迪士尼宣佈動畫影集定於2021年在Disney+首播。影集由盧卡斯影業聯合盧卡斯影業動畫製作，珍妮佛·高柏特（Jennifer Corbett）擔當節目統籌兼首席編劇。珍妮佛·高柏特、戴夫·費羅尼、雅典娜·伊維特·波蒂略（Athena Yvette Portillo）和布拉德·勞擔當執行製片人，凱莉·貝克（Carrie Beck）擔當聯合執行製片人，喬希·里姆斯（Josh Rimes）擔當製片人。《星際大戰：瑕疵小隊》為2008年開播的動畫影集《星際大戰：複製人之戰》的衍生續集作品，講述經過複製人之戰的第66號密令後，在銀河帝國初期，別稱為「瑕疵小隊」的複製人突擊隊99號小組成為僱佣軍遊歷宇宙。費羅尼稱影集類似於《星際大戰：複製人之戰》，展現接近於盧卡斯構想的史詩冒險故事。
2021年8月5日，Disney+預訂第二季，計劃於2022年首播。

### 選角
2020年12月，預告片顯示芬妮克·尚德有望出現於影集之中，該角色首次出現於2019年真人影集《曼達洛人》，由溫明娜飾演。隨後，迪·布萊德利·貝克爾確定為複製人突擊隊99號小組中的成員配音，溫明娜確定回歸為芬妮克·尚德配音。史蒂芬·史坦頓為塔金上將配音，安德魯·基希諾為索·葛瑞拉配音。

## 音樂
2021年1月，凱文·基納確定為影集作曲。他此前為動畫影集《星際大戰：複製人之戰》和《星際大戰：反抗軍起義》作曲，並創作了《星際大戰：複製人之戰》最終季中的〈瑕疵小隊主題曲〉（Bad Batch Theme）。凱文·基納為《星際大戰：瑕疵小隊》創作的原聲帶融合了電子音樂和管弦樂元素，借鑒自1961年電影《六壯士》和1967年電影《決死突擊隊》的原聲音樂。
影集的音樂原聲帶分為兩輯，包括前八集音樂的第一輯於2021年6月25日發售，包括後八集音樂的第二輯於2021年8月20日發售，均由華特迪士尼唱片發行。影集的宣傳曲於2021年5月13日以單曲形式發行。
| 《星際大戰：瑕疵小隊》：第一輯（第1-8集）原聲帶 | 《星際大戰：瑕疵小隊》：第一輯（第1-8集）原聲帶 | 《星際大戰：瑕疵小隊》：第一輯（第1-8集）原聲帶 |
| 曲序                                            | 曲目                                            | 时长                                            |
| ----------------------------------------------- | ----------------------------------------------- | ----------------------------------------------- |
| 1.                                              |                                                 | 0:19                                            |
| 2.                                              |                                                 | 2:58                                            |
| 3.                                              |                                                 | 3:21                                            |
| 4.                                              |                                                 | 3:06                                            |
| 5.                                              |                                                 | 4:46                                            |
| 6.                                              |                                                 | 2:34                                            |
| 7.                                              |                                                 | 2:34                                            |
| 8.                                              |                                                 | 3:01                                            |
| 9.                                              |                                                 | 3:17                                            |
| 10.                                             |                                                 | 3:54                                            |
| 11.                                             |                                                 | 4:52                                            |
| 12.                                             |                                                 | 2:07                                            |
| 13.                                             |                                                 | 1:57                                            |
| 14.                                             |                                                 | 3:31                                            |
| 15.                                             |                                                 | 4:47                                            |
| 16.                                             |                                                 | 4:24                                            |
| 17.                                             |                                                 | 3:56                                            |
| 18.                                             |                                                 | 3:23                                            |
| 19.                                             |                                                 | 3:13                                            |
| 20.                                             |                                                 | 3:13                                            |
| 21.                                             |                                                 | 2:40                                            |
| 22.                                             |                                                 | 3:22                                            |
| 23.                                             |                                                 | 2:58                                            |
| 24.                                             |                                                 | 2:26                                            |
| 25.                                             |                                                 | 4:25                                            |
| 26.                                             |                                                 | 3:36                                            |
| 27.                                             |                                                 | 3:31                                            |
| 28.                                             |                                                 | 1:27                                            |
| 29.                                             |                                                 | 2:32                                            |
| 30.                                             |                                                 | 3:02                                            |
| 31.                                             |                                                 | 3:34                                            |
| 32.                                             |                                                 | 2:46                                            |
| 33.                                             |                                                 | 2:26                                            |
| 34.                                             |                                                 | 2:44                                            |
| 35.                                             |                                                 | 3:50                                            |
| 36.                                             |                                                 | 2:29                                            |
| 37.                                             |                                                 | 4:48                                            |
| 总时长：                                        | 总时长：                                        | 1:57:49                                         |

| 《星際大戰：瑕疵小隊》：第二輯（第9-16集）原聲帶 | 《星際大戰：瑕疵小隊》：第二輯（第9-16集）原聲帶 | 《星際大戰：瑕疵小隊》：第二輯（第9-16集）原聲帶 |
| 曲序                                             | 曲目                                             | 时长                                             |
| ------------------------------------------------ | ------------------------------------------------ | ------------------------------------------------ |
| 1.                                               |                                                  | 2:26                                             |
| 2.                                               |                                                  | 3:01                                             |
| 3.                                               |                                                  | 2:45                                             |
| 4.                                               |                                                  | 4:01                                             |
| 5.                                               |                                                  | 3:37                                             |
| 6.                                               |                                                  | 3:42                                             |
| 7.                                               |                                                  | 3:52                                             |
| 8.                                               |                                                  | 3:56                                             |
| 9.                                               |                                                  | 2:10                                             |
| 10.                                              |                                                  | 2:50                                             |
| 11.                                              |                                                  | 3:59                                             |
| 12.                                              |                                                  | 2:53                                             |
| 13.                                              |                                                  | 4:33                                             |
| 14.                                              |                                                  | 4:11                                             |
| 15.                                              |                                                  | 3:21                                             |
| 16.                                              |                                                  | 2:28                                             |
| 17.                                              |                                                  | 3:55                                             |
| 18.                                              |                                                  | 3:12                                             |
| 19.                                              |                                                  | 4:17                                             |
| 20.                                              |                                                  | 4:35                                             |
| 21.                                              |                                                  | 3:16                                             |
| 22.                                              |                                                  | 2:06                                             |
| 23.                                              |                                                  | 4:27                                             |
| 24.                                              |                                                  | 3:53                                             |
| 25.                                              |                                                  | 2:12                                             |
| 26.                                              |                                                  | 2:36                                             |
| 27.                                              |                                                  | 3:11                                             |
| 28.                                              |                                                  | 2:34                                             |
| 29.                                              |                                                  | 4:01                                             |
| 30.                                              |                                                  | 5:18                                             |
| 31.                                              |                                                  | 3:25                                             |
| 32.                                              |                                                  | 2:16                                             |
| 33.                                              |                                                  | 4:00                                             |
| 34.                                              |                                                  | 2:50                                             |
| 35.                                              |                                                  | 2:30                                             |
| 36.                                              |                                                  | 0:44                                             |
| 37.                                              |                                                  | 7:24                                             |
| 38.                                              |                                                  | 5:31                                             |
| 总时长：                                         | 总时长：                                         | 2:11:58                                          |

## 市場營銷
2020年12月10日，盧卡斯影業在迪士尼投資人會議上釋出首支預告片。

## 發行
《星際大戰：瑕疵小隊》於2021年的5月4日（星際大戰日）在Disney+首播。首播集時長為70分鐘。第二集於2021年5月7日播出，此後每週播出一集。第一季共16集。

## 迴響

### 評價
| 季數 | 季數 | 爛番茄          | Metacritic    |
| ---- | ---- | --------------- | ------------- |
|      | 1    | 86%（11篇評論） | 67（7篇評論） |

《星際大戰：瑕疵小隊》收到多數影評人的好評。根据評論匯總网站爛番茄汇总的11篇评论文章，86%的评论家给予该作正面评价，平均打分为7.15分（满分10分）。该网站总结的评论家共识是“y”。《星際大戰：瑕疵小隊》在Metacritic網站上得到「普遍讚譽」，獲得了67/100分（7位影評人）。
| 《{{{title}}}》（2021年）：烂番茄追踪到的所有评论家的评论中，正面评论占比 |                                                              |
|                                                                           | 由于已知的技术原因，图表暂时不可用。带来不便，我们深表歉意。 |

## 資料來源
1. 星球大战. . 2021-05-04  [2021-05-04] –新浪微博 （中文（中国大陆））.
2. 全新串流平台 Disney+  11月12日正式登台 《星際大戰：瑕疵小隊》 複製人軍團中的瑕疵品，也就是說，他們每個都獨一無二、無可複製……. Disney+於Facebook. 2021-10-24 [2021-10-10] （繁體中文）.
3. 11月16日，一齊加入星戰動畫系列《星球大戰：特種兵團》(Star Wars: The Bad Batch)獨一無二嘅冒險！. Star Wars於Facebook. 2021-11-11 [2021-11-17] （繁體中文）.
4. 1 2  CNN, Brian Lowry. . CNN.   [2020-07-13]. （原始内容存档于2020-07-13） （美国英语）.
5. 1 2  Roberts, Samuel. . TechRadar. 2020-12-10  [2020-12-16]. （原始内容存档于2021-03-04） （美国英语）.
6. 1 2  Leong, Tim. . Entertainment Weekly. 2020-03-02  [2020-05-10]. （原始内容存档于2020-03-03） （美国英语）.
7. 1 2 3 4 5  Whitbrook, James. . io9. 2021-03-30  [2021-03-30]. （原始内容存档于2021-03-30） （美国英语）.
8. 1 2  Keane, Sean. . CNET. 2021-05-03  [2021-05-03]. （原始内容存档于2021-05-03） （美国英语）.
9. 1 2  Skrebels, Joe. . IGN. 2021-03-30  [2021-03-30]. （原始内容存档于2021-03-30） （美国英语）.
10. 1 2  . StarWars.com. 2020-12-16  [2020-12-16]. （原始内容存档于2021-02-10） （美国英语）.
11. 1 2  Zinski, Dan. . Screen Rant. 2020-12-11  [2020-12-13]. （原始内容存档于2021-01-25） （美国英语）.
12. ↑  . The Futon Critic.   [2021-05-04] （美国英语）.
13. ↑  Anderton, Ethan. . /Film. 2016-09-26  [2021-01-03]. （原始内容存档于2016-09-27） （美国英语）.
14. ↑  . StarWars.com. 2018-07-19  [2021-01-03]. （原始内容存档于2018-07-19） （美国英语）.
15. ↑  . StarWars.com. 2020-07-13  [2020-07-13]. （原始内容存档于2020-07-13） （美国英语）.
16. ↑  D'Alessandro, Anthony. . Deadline. 2020-07-13  [2020-07-13]. （原始内容存档于2020-07-13） （美国英语）.
17. ↑  Whitten, Sarah. . CNBC. 2020-07-13  [2020-07-13]. （原始内容存档于2020-08-08） （美国英语）.
18. ↑  . Twitter.   [2020-07-13]. （原始内容存档于2021-03-25） （美国英语）.
19. ↑  Russell, Bradley. . GamesRadar+. 2020-12-17  [2021-01-03]. （原始内容存档于2020-12-17） （美国英语）.
20. ↑  . StarWars.com. 2021-08-05  [2021-08-05]. （原始内容存档于2021-08-05） （美国英语）.
21. ↑  . Film Music Reporter. 2021-01-13  [2021-01-16]. （原始内容存档于2021-01-15） （美国英语）.
22. ↑  . Film Music Reporter. 2020-02-21  [2021-01-16]. （原始内容存档于2020-02-22） （美国英语）.
23. ↑  . ComingSoon.net. 2021-05-06  [2021-05-16]. （原始内容存档于2021-06-04） （美国英语）.
24. 1 2  . Film Music Reporter. 2021-06-24  [2021-06-27]. （原始内容存档于2021-06-28） （美国英语）.
25. 1 2  . Film Music Reporter. 2021-08-19  [2021-08-20]. （原始内容存档于2021-11-09） （美国英语）.
26. 1 2  . Film Music Reporter. 2021-05-13  [2021-05-16]. （原始内容存档于2021-05-14） （美国英语）.
27. ↑  D'Alessandro, Anthony. . Deadline. 2020-12-10  [2020-12-11]. （原始内容存档于2020-12-12） （美国英语）.
28. ↑  . io9.   [2020-12-11]. （原始内容存档于2021-03-18） （美国英语）.
29. ↑  Patches, Matt. . Polygon. 2020-12-10  [2020-12-11]. （原始内容存档于2021-02-24） （美国英语）.
30. ↑  Ramos, Dino-Ray. . Deadline Hollywood. 2021-02-24  [2021-02-24]. （原始内容存档于2021-02-24） （美国英语）.
31. 1 2 3  . Rotten Tomatoes. Fandango Media.   [2021-06-28] （美国英语）.
32. 1 2  . Metacritic. Red Ventures.   [2021-05-06] （美国英语）.
33. . StarWars.com. January 22, 2024  [January 22, 2024]. （原始内容存档于January 22, 2024）.

## 外部連結
- 官方网站
- 在Disney+上觀看《星際大戰：瑕疵小隊》
- 互联网电影数据库（IMDb）上《星際大戰：瑕疵小隊》的资料（英文）
- Wookieepedia上的相关条目：《星際大戰：瑕疵小隊》
- 爛番茄上《星際大戰：瑕疵小隊》的資料（英文）